# De straatzangeres
De straatzangeres (Frans: La chanteuse de rues, Engels: Street Singer) is een schilderij van Édouard Manet. Hij schilderde het waarschijnlijk in 1862. sinds 1966 maakt het deel uit van de collectie van het Museum of Fine Arts in Boston.

## Voorstelling
Antonin Proust vertelt in zijn memoires dat Manet in de Boulevard Malesherbes in Parijs een vrouw uit een louche café zag komen terwijl zij met één hand haar rok ophield en in de andere een gitaar vast had. Manet vroeg de vrouw onmiddellijk voor hem te poseren, maar dit weigerde zij. Daarop besloot hij Victorine Meurent te schilderen, een model waarmee de schilder kort daarvoor in aanraking was gekomen. Ook voegde hij de kersen toe, die op een verkreukeld papier op de arm van de vrouw liggen. Proust dateert dit vooral op 1865, maar dat is zeker incorrect, omdat het werk al in 1863 tentoongesteld is. Tegenwoordig wordt 1862 beschouwd als jaar van ontstaan.
Het kleurenpalet van het schilderij is erg sober. Donkere kleuren overheersen, alleen onderbroken door het bleke gezicht van de vrouw en het kleine stilleven met kersen in rood en geel.
De straatzangeres was voor zijn tijd een erg modern schilderij, omdat een scène uit het dagelijks leven werd afgebeeld op groot formaat. Dit was tot dan toe slechts voorbehouden aan religieuze en historische werken of officiële portretten. Manet slaagde erin een momentopname vast te leggen uit het stadsleven van Parijs, waar toevallige ontmoetingen tussen onbekenden sinds de aanleg van de brede boulevards met trottoirs vaak voorkwamen. De vrouw op het portret staart met een lege blik in de verte, ondertussen enkele kersen naar haar mond brengend. Naar haar gedachten of bezigheden kan de toeschouwer slechts raden. De enige aanwijzingen zijn de gitaar en het café dat op de achtergrond vaag te zien is.
Tijdens de eerste expositie in 1863 kon het werk op stevig kritiek rekenen, maar Émile Zola schreef er in 1867 enthousiast over. Hij prees de subtiele harmonie van het zachte en lichte grijs (un gris doux et blond).

On y sent la recherche de la vérité, le labeur consciencieux d'un homme qui veut, avant tout, dire franchement ce qu'il voit.

(Je voelt hier de zoektocht naar de waarheid, het gewetensvolle werk van een man die, voor alles, eerlijk wil uitdrukken wat hij ziet)
— Émile Zola (1867)

## Herkomst
- 1872: de kunsthandelaar Durand-Ruel koopt het werk voor 2.000 frank van de kunstenaar.
- 1872: Ernest Hoschedé koopt het schilderij van Durand-Ruel voor 4.000 frank.
- 5 - 6 juni 1878: verkocht aan Jean-Baptiste Faure voor 450 frank.
- 1895: verkocht aan Durand-Ruel
- 1895: verkocht aan Sarah Choate Sears, Boston voor 70.000 frank.
- 1935: nagelaten aan haar dochter, mevrouw James D. Cameron Bradley, geboren Helen Sears,
- 1966: nagelaten aan het Museum of Fine Arts, Boston, overeenkomstig het testament van Sarah Choate Sears